# Милоска Венера
Милоска Венера (грч. Ἀφροδίτη τῆς Μήλου, Aphroditē tēs Mēlou) је древна грчка скулптура која је настала током хеленистичког периода, негде између 150. и 125. п. н. е.. То је једно од најпознатијих дела античке грчке скулптуре, које је истакнуто у музеју Лувр недуго након што је статуа поново откривена на острву Милос, у Грчкој, 8. априла 1820. године. Милоску Венеру је израдио Александрос, вајар из Антиохије, око 150. године пре нове ере, и верује се да представља Афродиту, грчку богињу лепоте и љубави.
Скулптура се понекад назива и Милосева Афродита, због непрецизности давања имена грчкој скулптури по римском божанству (Венери). Неки научници претпостављају да статуа заправо представља морску богињу Амфитриту, која је била поштована на острву на којем је статуа пронађена.
Дело је првобитно приписано атинском вајару Праксителу из 4. века, али, на основу натписа на постољу, сада се зна да је статуа настала касније, и да је уместо тога дело Александра из Антиохије.
Направљена од паријског мермера, статуа је већа од природне величине, висока је 204 центиметра. Статуи недостају оба крака, а део једне руке, као и оригинално постоље, изгубљени су након поновног проналаска статуе.

## Опис
Милоска Венера је паријанска мермерна статуа грчке богиње, највероватније Афродите, висока 204 цениметра приказана полуодевена са голим торзом. Статуа је првобитно имала две руке, две ноге, обе ушне ресице нетакнуте и постоље. Испод њене десне дојке налази се попуњена рупа која је првобитно садржавала металну ушицу која би подржавала одвојено изрезбарену десну руку. Без руку, нејасно је како је статуа првобитно изгледала, али текстилни археолог Елизабет Вејланд Барбер напомиње да држање Милоске Венере сугерише да се можда окретала руком.

## Откриће и историја

### Откриће
Уопштено се тврди да је Милоску Венеру открио 8. априла 1820. грчки фармер по имену Јоргос Кентротас, у закопаној ниши унутар древних градских рушевина Милоша. Овај древни град је садашње село Трипити, на острву Милос (који се назива и Мелос, или Мило) у Егејском мору, које је тада било део Отоманског царства.
На другим местима, откривачи су идентификовани као Грци Јоргос Ботонис и његов син Антонио. Пол Карус је место открића навео као „рушевине античког позоришта у близини Кастра, главног града острва“, додајући да су Ботонис и његов син „случајно наишли на малу пећину, пажљиво прекривену тешком плочом и сакривену, који је садржао фину мермерну статуу у два дела, заједно са неколико других мермерних фрагмената. То се догодило у фебруару 1820. Очигледно је засновао ове тврдње на чланку који је прочитао у Центури Магазину.
Аустралијски историчар Едвард Дујкер, позивајући се на писмо које је написао Луј Брест, који је био француски конзул у Милосу 1820. године, тврди да је проналазач статуе био Теодорос Кендротас и да су га мешали са његовим млађим сином Георгиосом (Γεωργιος, транслитеровано на латински алфабетски фонетски као Јоргос) који је касније преузео заслуге за налаз. Дујкер тврди да је Кендротас узимао камен из срушене капеле на ивици свог имања – терасасто земљиште које је некада чинило део римске гимназије – и да је открио дугуљасту шупљину димензије 12 x 15 метара дубоко у вулканском туфу. Управо у овој шупљини, која је имала три крила, Кендротас је први приметио горњи део статуе.
Консензус је да је статуа пронађена у два велика дела (горњи торзо и доње драпед ноге) заједно са неколико херма (стубова на врху са главама), фрагментима надлактице и леве шаке са јабуком, као и исписаним постољем.

### Слава
По открићу 1820. године, Милоска Венера се сматрала значајним уметничким открићем, али је статус иконе добила тек касније. Тачне околности у којима је откривена, међутим, су неизвесне. Лувр и заузврат, француска уметност у целини, претрпели су велике губитке када је Наполеонова опљачкана уметничка колекција враћена у њихове земље порекла. Музеј је изгубио неке од својих најпознатијих делова, као што су римски Лаокоон и његови синови и италијанска Венера Медичи. Рупа коју је ово оставило у француској култури омогућило је савршен пут да Милоска Венера постане међународна икона. На основу раних цртежа, познато је да постоље које је било одвојено од статуе има датуме, што открива да је настало после класичног периода, који је био најпожељнији уметнички период. То је довело до тога да Французи сакрију постоље, у покушају да прикрију ову чињеницу пре увођења статуе у Лувр 1821. Милоска Венера имала је главно место у галерији и постала је икона, углавном због кампање брендирања Лувра и наглашавања значаја статуе како би се повратио национални понос.
Велика слава Милоске Венере током 19. века умногоме се дугује великом пропагандном напору француских власти. Француска је 1815. године вратила Венеру Медичи (такође познату као Медичијева Венера) Италијанима, након што ју је опљачкао Наполеон Бонапарта. Венера Медичи, која се сматра једном од најбољих класичних скулптура које постоје, навела је Французе да промовишу Милоску Венеру као веће благо од оног које су недавно изгубили. Многи уметници и критичари савесно су хвалили статуу као оличење грациозне женске лепоте. Међутим, Пјер Огист Реноар је био међу његовим клеветницима, називајући га „лепим као жандармерија “.

## Евакуација из музеја Лувр током Другог светског рата
Током почетка немачке инвазије током Другог светског рата, Жак Жојар, директор француског националног музеја, предвиђајући пад Француске, одлучио је да организује евакуацију уметничке збирке Лувра у провинције. Милоска Венера заједно са Ником са Самотраке чувани су у Шатоу де Валенсе, који је поштеђен немачке окупације због техничких разлога.

## Модерна употреба
Статуа је у великој мери утицала на мајсторе модерне уметности; два главна примера су слика Салвадора Далија из 1936. Милоска Венера са фиокама и његов Халуциногени тореадор (1969–70) и његове поновљене слике статуе.
Статуа је раније била део печата Америчког друштва пластичних хирурга (АСПС), једног од најстаријих удружења пластичних хирурга на свету.
У фебруару 2010. године, немачки часопис Фокус је приказао измишљену слику ове Венере која даје Европи средњи прст, што је резултирало тужбом за клевету против новинара и публикације. Грчки суд их је прогласио невиним.

## Пријем
Статуа је у великој мери утицала на мајсторе модерне уметности. Француски сликар постимпресиониста Пол Сезан нацртао је Венеру 1881. Рене Магрит је насликао смањену верзију од гипса, јарко ружичастом и тамноплавом, под насловом Les Menottes de Cuivre или Бакарне лисице 1931. Неколико дела Салвадора Далија спомињу скулптура, укључујући статуу Милоске Венере из 1936. године, гипсани одлив у пола величине, офарбан и прекриве . Ова рекреација чувене скулптуре имала је за циљ да прикаже „богињу љубави као фетишистички антропоморфни објекат са тајним испуњеним вртлогом мистерија сексуалних жеља које само савремени психоаналитичар може да протумачи“ (Опен & Мајер, 2019). Дали је такође насликао Халуциногеног тореадора (1969–70) са поновљеним сликама статуе. Недавно је неодадаини поп уметник Џим Дајн често користио Милоску Венеру у својим скулптурама и сликама од 1970-их.
Статуа је раније била део печата Америчког друштва пластичних хирурга (ASPS), једног од најстаријих удружења пластичних хирурга на свету.
У фебруару 2010. године, немачки часопис Фокус је приказао измишљену слику ове Венере која даје Европи средњи прст, што је резултирало тужбом за клевету против новинара и публикације. Грчки суд их је прогласио невиним.